# Pál Simon
Pál János Simon (født 31. december 1891 i Budapest, død 25. februar 1922 smst) var en ungarsk atlet, som deltog i OL 1908 i London.

## Sportskarriere
Simon spillede i begyndelsen fodbold, men begyndte så at dyrke atletik, specielt sprint, i Magyar Atlétikai Club (MAC) i 1903. 1908 blev hans karrieres højdepunkt, da han vandt 22 løb og slog sig fast som den bedste sprinter i Centraleuropa. Han vandt nationale mesterskaber i 100 og 200 yards i Ungarn, 100 yards i Østrig samt 100 og 200 meter i Tjekkoslovakiet.
Ved OL 1908 stillede han op i 100 og 200 m løb, men kom ikke videre fra indledende løb i disse discipliner. Derudover løb han stafetløbet over 1600 m (2×200 m, 400 m og 800 m) på det ungarske hold, der vandt sit indledende heat og var dermed i finalen mod USA og Tyskland. Her vandt USA sikkert, mens Tyskland akkurat blev toer foran Ungarn, hvis hold ud over Simon bestod af Vilmos Rácz (i finalen erstattet af Frigyes Wiesner-Mezei), József Nagy og Ödön Bodor.
Han forsvarede sine to ungarske mesterskaber i 1909 og besejrede i den forbindelse den sydafrikanske olympiske mester, Reggie Walker.

## Videre karriere
Simon indstillede sin aktive karriere i 1910 og gik ind i ledelsen af sin klub, MAC.
I første verdenskrig blev han taget til fange af russiske styrker og sad i russisk fangelejr frem til 1922. Efter returneringen til Ungarn genoptog han sin involvering i den nationale atletik.